# Lobelia linearis
Lobelia linearis är en klockväxtart som beskrevs av Carl Peter Thunberg. Lobelia linearis ingår i släktet lobelior, och familjen klockväxter. Inga underarter finns listade i Catalogue of Life.